# Tichy Géza
| Tichy Géza                                | Tichy Géza |
| Kattints az alábbi külső linkek egyikére! | Kattints az alábbi külső linkek egyikére! |
| ----------------------------------------- | --- |
| Nem található szabad kép.(?)              | |
| külső link · jogvédett                    | Tichy Géza az Eötvös Loránd Fizikai Társulat középiskolai fizikai versenyének ezévi győztese. Egyetemi Lapok - Az Eötvös Loránd Tudományegyetem lapja, 1963. 11-23. 31. szám. |

| Tichy Géza                                | Tichy Géza                                                            |
| Kattints az alábbi külső linkek egyikére! | Kattints az alábbi külső linkek egyikére!                             |
| ----------------------------------------- | --------------------------------------------------------------------- |
| Nem található szabad kép.(?)              |                                                                       |
| külső link · jogvédett                    | 2021. február 2-án szeretett barátunk, Tichy Géza váratlanul elhunyt. |

Tichy Géza (Budapest, 1945. június 7. – Budapest, 2021. február 2.) magyar fizikus, az MTA doktora, egyetemi tanár (1994–2015).

## Szakmai életútja
Iskolai tanulmányait 1951–1959 között a Lajos utcai Általános Iskolában, míg gimnáziumi tanulmányait 1959–1963 között az Óbudai Árpád Gimnáziumban végezte. Peller József és Dömötör Gábor tanítványa volt.  Az Arany Dániel versenyen 1959-ben döntőbe jutott. A középiskolai Matematikai Lapok pontversenyén 1961-ben iskolai viszonylatban ő érte el a legjobb pontszámot. Versenyeredményei: 1963. OKTV (matematika) nyolcadik helyezett 1963. Eötvös verseny első helyezett. Egyetemi tanulmányait 1963–1968 között az Eötvös Loránd Tudományegyetem Természettudományi Karán, fizikai szakon végezte. Másodéves korától az egyetem befejezéséig Népköztársasági ösztöndíjban részesült. 1968-ban kitüntetéses oklevéllel fizikus végzettséget szerzett. 1983–1985 között a Pennsylvaniai Egyetemen, majd 1986–1988 között a Max-Planck Intézetben részt vett az ott folyó kutatásokban.
Vezetői beosztások: A (Eötvös Loránd Tudományegyetemen  Fizika Tanszékcsoport vezetője 1991-1995. A Szilárdtestfizika Tanszék vezetője 1998-2006. Tudományos fokozatok: 1978. A fizikai tudományok kandidátusa (MTA), majd ennek alapján egyetemi doktori fokozat, 1994. A Fizikai Tudomány Doktora (MTA) 1994. (Eötvös Loránd Tudományegyetem  habilitált doktor. Az Eötvös Loránd Fizikai Társulat főtitkárhelyettese 1986-ban, második ciklusban.
A tehetséggondozás mindig fontos része volt az életének. Egyetemista kora óta jelentős részt vállalt a Fizikai diákolimpiák szervezésében és a diákok felkészítésében. 1969-1983. A Nemzetközi Fizikai Diákolimpia magyar csapatának vezetője és felkészítője. Egész szakmai életében az ELTE TTK alkalmazásában állt, szenvedélyesen tanított és mindamellett tudományos kutatómunkát végzett a szilárdtestfizika témakörében. Egyetemi tanár 1994-2013. Emeritus professzor 2013-2021. Élethosszig oktatott és kutatott, 2020/21 tanév első félévét végig tanította. 2021. január elején még vizsgáztatott.

## Oktatott tantárgyai
- Forrás.[7]
- Kísérleti fizika
- Elektrodinamika
- Szilárdtestelmélet
- Modern fizika
- Rácshibák

## Legfontosabb publikációi
- MTMT adatbázisában 78 publikációja található.[8]
- Major, János ; Mezei, Ferenc ; Nagy, E ; Sváb, Erzsébet ; Tichy, Géza. Thermal expansion coefficient of nickel near the Curie point. PHYSICS LETTERS A 35 : 5 pp. 377–378. , 2 p. (1971)
- Change of Volume Due to Cahn's Inhomogeneity. Physica Status Solidi B-Basic Research 70 : 1 pp. 305–310. , 6 p. (1975)
- Giber, J ; Beke, D ; Deák, P ; Janszky, J ; Lazsoki, J ; Kuzmann, E ; Martinás, K ; Marton, D ; Pipek, J ; Tichy, G. Szilárdtestfizikai feladatok és számítások. Budapest, Magyarország : Műszaki Könyvkiadó (1982)
- Tichy, Géza ; VITEK, V ; POPE, DP. THEORY OF THE TEMPERATURE-DEPENDENT PLASTIC-FLOW IN L12 ALLOYS WITH UNSTABLE APBS ON (111) PLANES. PHILOSOPHICAL MAGAZINE A-PHYSICS OF CONDENSED MATTER DEFECTS AND MECHANICAL PROPERTIES 53 : 4 pp. 485–494. , 10 p. (1986)
- CSERTI, J ; TICHY, G. STABILITY OF ANISOTROPIC LIQUID SOLID INTERFACES. ACTA METALLURGICA 34 : 6 pp. 1029–1034. , 6 p. (1986)
- Tichy, Géza ; Essmann, U. MODELING OF EDGE DISLOCATION DIPOLES IN FACE-CENTRED-CUBIC LATTICES. PHILOSOPHICAL MAGAZINE B-PHYSICS OF CONDENSED MATTER ELECTRONIC, OPTICAL AND MAGNETIC PROPERTIES 60 : 4 pp. 503–512. , 10 p. (1989)
- FÉMEK ÉS ÖTVÖZETEK RÁCSHIBÁINAK ATOMI MODELLEZÉSE. In: Berényi, D; Gergely, Gy; Giber, J; Tichy, Géza - Siklós, Tivadar; Bodó, Zalán; Gyulai, József (szerk.) A szilárdtestkutatás újabb eredményei 24. Budapest, Magyarország : Akadémiai Kiadó (1992) 295 p. pp. 177–296. , 120 p.
- Interaction potentials in metals. COMPUTATIONAL MATERIALS SCIENCE 2 : 2 pp. 375–378. , 4 p. (1994)
- Cziraki, A ; Tichy, G. Correlation between the average composition of coherent superlattice and the GMR properties of electrodeposited Co-Cu/Cu multilayers. ZEITSCHRIFT FUR METALLKUNDE / MATERIALS RESEARCH AND ADVANCED TECHNIQUES 96 : 9 pp. 1024–1031. , 8 p. (2005)
- Független hivatkozások száma 1636.[9]
- Web of Science 16 tanulmányának az adatait közölte.[10]

## Díjai, elismerései
- Selényi Pál-díj (1973)
- Kiváló munkáért (1974)
- A közoktatás kiváló dolgozója (1976)
- Szocialista Kultúráért (1981)
- A szocialista kultúráért (1981)
- Trefort Ágoston emlékérem (1995)
- 1998–2002 között Széchenyi professzori ösztöndíjas[11]
- ELTE TTK Kiváló Tanára (2013)
- Az Eötvös Loránd Fizikai Társulat Érme postumus. (2021)

## Videófelvételek
- Tichy Géza: Atomok rezgései - a fononok – Youtube.com, Közzététel 2011.
- Tichy Géza: Elektromágnesség emelt szint 12. előadás  2. rész. – Youtube.com, Közzététel 2016. március 18.
- Tichy Géza: Elektromágnesség emelt szint 19. előadás 1. rész. – Youtube.com, Közzététel 2016. április 22.
- Tichy Géza: Elektromágnesség emelt szint 20. előadás 1. rész. – Youtube.com, Közzététel 2016. május 6.